# Ellisif Wessel
Ellisif Ranveig Wessel, geborene Müller (* 14. Juli 1866 in Østre Gausdal, heute Gausdal; † 28. November 1949 in Kirkenes) war eine norwegische Schriftstellerin, Gewerkschafterin und Politikerin für die Arbeiderpartiet.

## Leben

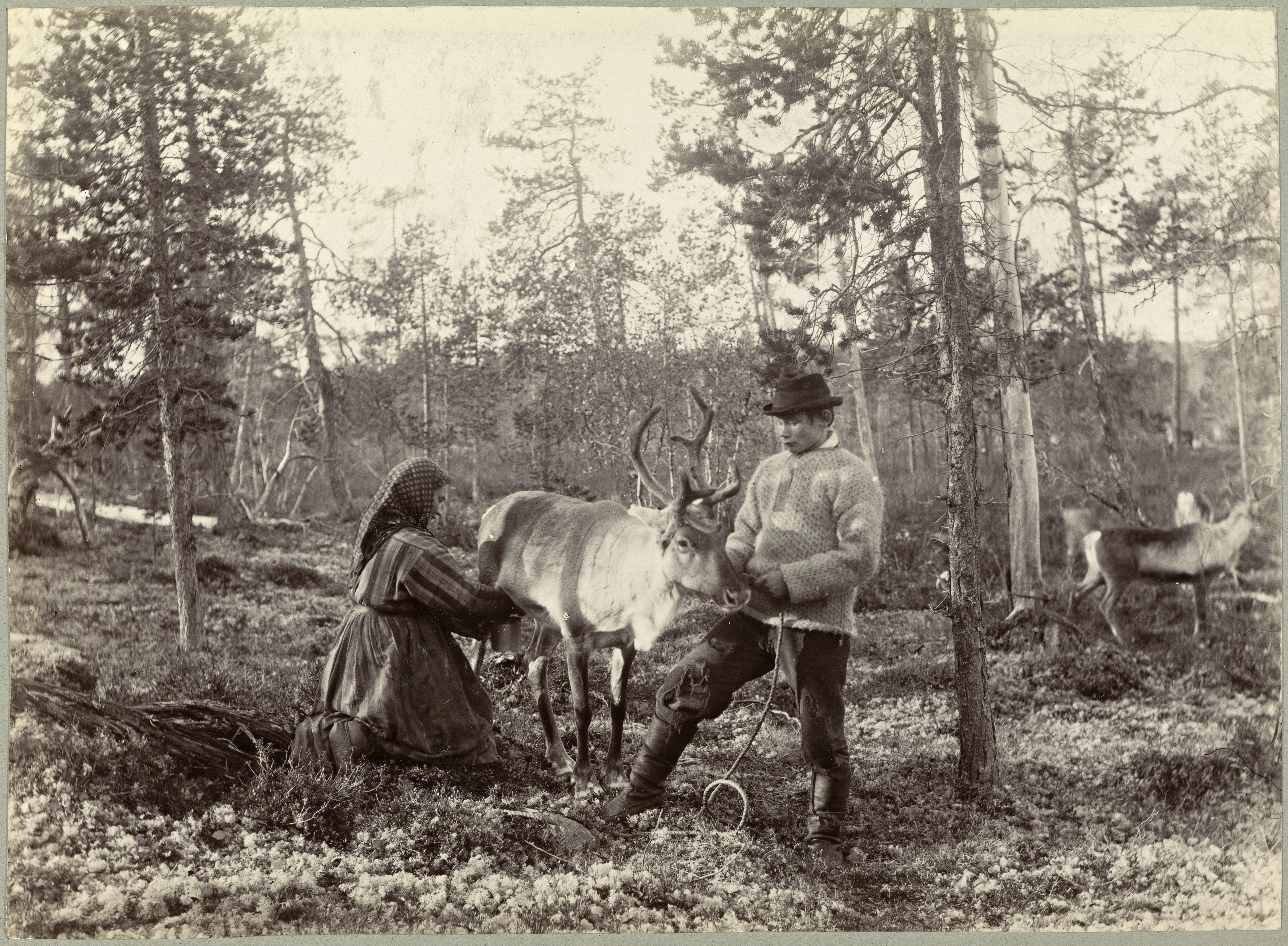
Melken eines Rentiers in der Finnmark, Fotografie von Ellisif Wessel, 1890er Jahre

Ellisif Ranveig Müller wurde als Tochter des Bezirksarztes Wilhelm Jacobi Müller (1830–1909) und Hansine Pauline Ross (1830–1907) in Østre Gausdal geboren. Ein Jahr nach ihrer Geburt trat Wilhelm Müller eine neue Stelle in Sunndalen an und die Familie zog nach Sunndalsøra und vier Jahre später nach Dovre. Nach ihrer Konfirmation 1882 zog Ellisif alleine nach Christiania, heute Oslo, und besuchte die Nissen-Schule für junge Mädchen. Im März 1886 heiratete sie in Dovre ihren Cousin ersten Grades Andreas Wessel (1858–1940), einen Arzt. Das Paar zog nach Kirkenes, wo Wessel als Bezirksarzt von Sør-Varanger angestellt worden war. 1891 wurde der Sohn Petter Jan geboren, der mit 11 Monaten an Tuberkulose starb.
Sie begann, ihre Umgebung dokumentarisch zu erfassen, insbesondere als Fotografin der Landschaft und des menschlichen Lebens. Ihre Dokumentation der samischen Kultur, unter anderem in dem 1902 erschienenen Buch Fra vor grændse mod Rusland ist ein wertvolles Dokument. Auf ihren Reisen wurde sie auf die weit verbreitete Armut in der Region aufmerksam und wurde zu einer politischen Aktivistin. Nachdem sie in ihrem frühen Erwachsenenalter die Liberalen gewählt hatte, schloss sie sich ab 1904 der Arbeiderpartiet an.
Gemeinsam mit ihrem Ehemann, der zum Bürgermeister gewählt wurde, engagierte sie sich politisch sehr stark. Sie lud öffentliche Redner („Agitatoren“) ein und nahm nach der gescheiterten Revolution von 1905 russische Flüchtlinge auf. Sie übersetzte revolutionäre Literatur aus dem Russischen und Deutschen und war 1906 eine treibende Kraft bei der Gründung der örtlichen Gewerkschaft Nordens Klippe, wo sie sowohl Sekretärin als auch Schatzmeisterin wurde.
Sie leistete Beiträge für die Zeitungen und Zeitschriften der Arbeiterbewegung, wird in den meisten Büchern über die norwegische Arbeiterbewegung sowie in vielen Büchern über die nordnorwegische Geschichte erwähnt, war jedoch umstritten. 1914 und 1915 gab sie ihre eigene Zeitschrift Klasse mot Klasse („Klasse gegen Klasse“) heraus. Im Jahr 1914 gab sie auch das sozialistische Kinderbuch Den lille socialist („Der kleine Sozialist“) heraus. Sie veröffentlichte Gedichte, Vinter og Vaar. Smaavers fra Finmarken (1903), Nye smaavers (1904) und Det kalder. Digte (1930), die ersten beiden im Aschehoug Verlag. Nach und nach schloss sie sich mehr und mehr den Syndikalisten an und arbeitete an den Publikationen Revolt, Direkte Aktion, Solidaritet and Alarm mit. Nach der russischen Revolution unterstützten sie und ihr Mann die Sowjetunion, traten aber nie der Norges Kommunistiske Parti bei.
Sie starb 1949 in Kirkenes und wurde in der Stadt begraben. Ihr Grab wird am Ersten Mai stets mit einer Parade besucht.

## Weiterführende Literatur
- Marthe T. Fjellestad: Evocative Landscapes: New Perspectives on Ellisif Wessel's Photographs from Sør-Varanger, c.1896–1905. In: Konsthistorisk Tidskrift. Band 84, Nr. 1, 2015, S. 1–19, doi:10.1080/00233609.2014.950324.
- Cecilie Enger: Himmelstormeren. En roman om Ellisif Wessel. Gyldendal Norsk Forlag, Oslo 2008, ISBN 978-82-05-38654-9.
- Steinar Wikan: Ellisif Wessel: en biografi. Pax, Oslo 2008, ISBN 978-82-530-3141-5.